# Amerila novaeguineae
Amerila novaeguineae là một loài bướm đêm thuộc phân họ Arctiinae, họ Erebidae.